# Rudolf Weigl
Rudolf Stefan Jan Weigl, także Weigel (ur. 2 września 1883 w Przerowie, zm. 11 sierpnia 1957 w Zakopanem) – polski biolog pochodzenia austriackiego, wynalazca pierwszej na świecie skutecznej szczepionki przeciw tyfusowi plamistemu, prekursor zastosowania owadów, głównie wszy odzieżowej, jako zwierzęcia laboratoryjnego do hodowli bakterii wywołującej tyfus.

## Życiorys

### Młodość
Urodził się w rodzinie austriackiej. Był synem Fryderyka i Elżbiety z Kröselów. Po przedwczesnej śmierci ojca wychowywał się w polskiej tradycji kulturowej. Jego ojczym Józef Trojnar był profesorem gimnazjalnym w Jaśle i Stryju.
Uczęszczał do gimnazjum w Jaśle i Stryju, następnie podjął studia przyrodnicze na Uniwersytecie Lwowskim. Ukończył je w 1907.

### Początek kariery naukowej
Po studiach został asystentem prof. Józefa Nusbauma-Hilarowicza, obronił doktorat i w 1913 habilitację z zoologii, anatomii porównawczej i histologii. Jako privatdozent Uniwersytetu Lwowskiego prowadził badania nad budową komórki, w szczególności zaś – budową aparatu Golgiego i zagadnieniem transplantacji.
W czasie I wojny światowej został powołany do wojska jako parazytolog. Rozpoczął badania nad nękającą wówczas świat epidemiczną chorobą – tyfusem plamistym i roznoszącymi go wszami. W wyniku gruntownych badań wynalazł pierwszą na świecie skuteczną szczepionkę przeciw tej groźnej chorobie. Jego wynalazkiem było wykorzystanie wszy jako zwierząt laboratoryjnych, co umożliwiło dalsze badania nad tyfusem.
W latach 1915–1918 pracował w szpitalu wojskowym w Przemyślu. W 1918 objął tam kierownictwo nowo powstałej Pracowni do Badań nad Tyfusem Plamistym.

### Profesura we Lwowie – utworzenie Instytutu
Sukcesy, które odniósł w badaniach nad riketsjami – czynnikiem etiologicznym tyfusu plamistego, spowodowały, iż w 1920 powołano go na stanowisko profesora biologii ogólnej Uniwersytetu Jana Kazimierza we Lwowie. W dwudziestoleciu międzywojennym kontynuował swoje badania nad riketsjami i szczepionką przeciwtyfusową. Wraz z grupą współpracowników stworzył w gmachu starego uniwersytetu przy ul. Mikołaja laboratorium badawcze, gdzie wytwarzano również niewielkie ilości szczepionki przeciwtyfusowej.
Światowy rozgłos przyniosła Weiglowi akcja szczepień przeciw durowi plamistemu w katolickich misjach belgijskich w Chinach. Uratowano dzięki nim nie tylko wielu misjonarzy, ale także tysiące Chińczyków. Otrzymał za to odznaczenie papieskie – Order Świętego Grzegorza Wielkiego, odznaczenia belgijskie (Order Leopolda), członkostwo wielu instytucji naukowych, a jego kandydaturę wystawiano wielokrotnie do nagrody Nobla w dziedzinie fizjologii lub medycyny (75 nominacji w latach 1930–1939). Do lwowskiego Instytutu prof. Weigla przyjeżdżali naukowcy z całego niemal świata, by poznawać tajniki wiedzy biologicznej i uczyć się metod badawczych.
Od 1930 członek czynny Polskiej Akademii Umiejętności, a od 1933 członek zwyczajny Towarzystwa Naukowego Warszawskiego. W wyborach samorządowych 1934 uzyskał mandat radnego Rady Miasta Lwowa z ramienia listy nr 1 (prorządowej). 18 stycznia 1937 Rada Miasta Lwowa przyznała Weiglowi Nagrodę Naukową Miasta Lwowa im. Benedykta Dybowskiego za rok 1936, za ówcześnie przewidzianą pracę w dziedzinie nauk przyrodniczych.
Na początku 1939 na zaproszenie rządu włoskiego przebywał w Abisynii, gdzie pomagał w opanowaniu epidemii tyfusu plamistego. Po około 6 miesiącach powrócił do Lwowa w maju 1939. Zdecydował się na przerwanie prac, bowiem spodziewał się, że w razie wybuchu wojny nastąpi wzrost zagrożenia tyfusem.
Problem zwalczania tyfusu plamistego miał ogromne znaczenie dla obu okupantów ziem polskich, dlatego dążyli oni do przekształcenia laboratorium badawczego w zakład produkcyjny. W okresie pierwszej okupacji sowieckiej Lwowa (22 września 1939 – 29 czerwca 1941) produkcja szczepionki przeciwtyfusowej została znacznie rozbudowana, m.in. na skutek przekazania przez Sowietów na ten cel budynku gimnazjum żeńskiego im. Królowej Jadwigi.

### Okres okupacji niemieckiej – Instytut ocala tysiące ludzi
Po wkroczeniu Niemców do Lwowa 30 czerwca 1941 i zamordowaniu przez nich w nocy z 3 na 4 lipca grupy 25 polskich profesorów i kilkunastu członków ich rodzin na Wzgórzach Wuleckich sytuacja, w jakiej znalazło się lwowskie środowisko naukowe, stała się bardzo trudna. Skłoniło to Weigla do podjęcia się trudnego dzieła dalszego prowadzenia (jako kierownik naukowy) Instytutu Badań nad Tyfusem Plamistym i Wirusami na potrzeby armii niemieckiej. Widział w tym możliwość pomocy dla licznej rzeszy pozbawionych pracy profesorów i asystentów. Wymógł na Niemcach prawo do całkowitej swobody w doborze personelu, biorąc za niego pełną odpowiedzialność. Instytut zaczął wzrastać w postępie geometrycznym. Zatrudnienie w Instytucie wraz z chroniącą przed represjami legitymacją znaleźli profesorowie Stefan Banach, Bronisław Knaster i Władysław Orlicz.

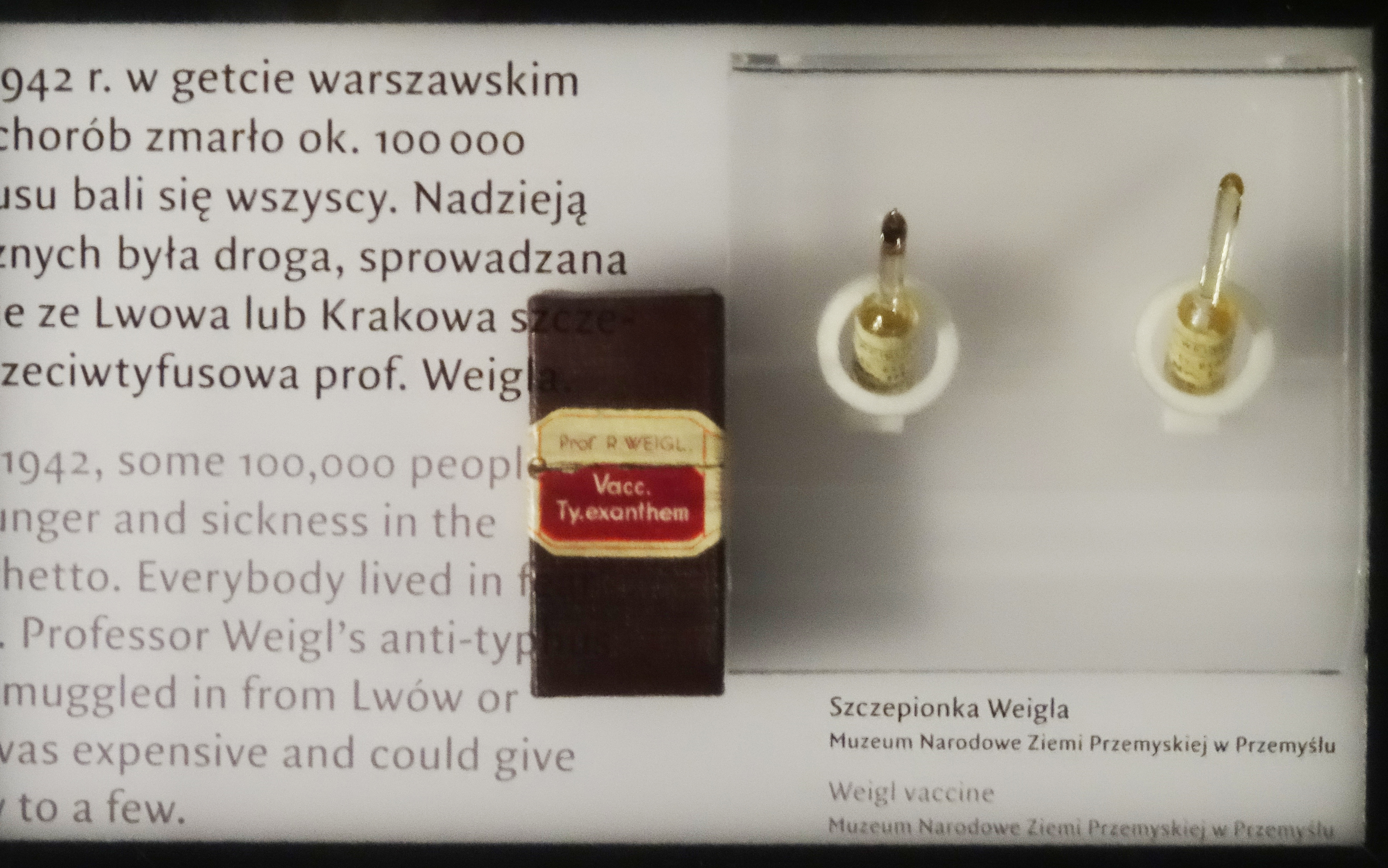
Szczepionka przeciwtyfusowa prof. Rudolfa Weigla w Muzeum Historii Żydów Polskich w Warszawie

Profesor Weigl nigdy nie wyparł się swojej przybranej ojczyzny. Skutecznie przeciwstawił się prośbom i żądaniom Niemców, aby złożył wniosek o wpisanie na niemiecką listę narodowościową, a proponującemu generałowi SS Fritzowi Katzmannowi odpowiedział: „Człowiek raz na całe życie wybiera sobie narodowość. Ja już wybrałem”.
Pomimo ogromnego osobistego ryzyka udzielił odważnej odpowiedzi na propozycję generała SS Fritza Katzmanna – wysokiego rangą emisariusza Heinricha Himmlera (połączoną z subtelną groźbą, nawiązującą do mordu przez Gestapo lwowskich profesorów na Wzgórzach Wuleckich). Odpowiedź Weigla (było to w 1942 lub 1943) brzmiała następująco: „Jako biolog znam zjawisko śmierci i często myślę o śmierci, bo życie stało się takie smutne i beznadziejne. Więc możecie mi zrobić przysługę i mnie zabić, albo musicie mnie akceptować jako polskiego profesora narodowości polskiej”. Dodał także, że nie wypiera się swojego austriackiego pochodzenia, ale może mieć wątpliwą wartość dla Niemców czynienie honorów polskiemu profesorowi, który zhańbiłby się, przyjmując ich propozycję.
W 1942 zgłoszony do Nagrody Nobla, poparcia jego kandydatury odmówili Niemcy jako rewanż za odmowę podpisania Volkslisty i objęcia katedry w Berlinie.
Uratował, jak się dziś ocenia, około 5 tysięcy osób: przedstawicieli lwowskiego środowiska naukowego (także żydowskich naukowców, m.in. Ludwika Flecka i małżeństwo Meislów), młodzieży akademickiej i gimnazjalnej zagrożonej wywozem do Niemiec, bojowników ruchu oporu.
Szczepionka nielegalnie trafiała do ludności cywilnej, partyzantów, a także do warszawskiego getta.

### Okres powojenny
Przed wkroczeniem wojsk sowieckich do Lwowa w 1944, wyjechał do Krościenka nad Dunajcem (odmówił ewakuacji do Niemiec), gdzie schronienia udzielił mu profesor Ludwik Sitowski wraz z żoną Zofią z d. Dziewolską. W Krościenku prowadził laboratorium w ich przedwojennym pensjonacie, przy ul. Trzech Koron 6, do którego werbował okoliczną młodzież w ramach pomocniczego personelu, przez co wielu z nich uratował od łapanek. Kierownictwo lwowskiego laboratorium przeciwtyfusowego przejął po nim dr Henryk Mosing. Po zakończeniu wojny Weigl zamieszkał w Krakowie i kontynuował swoje badania i wytwarzanie szczepionki najpierw na Uniwersytecie Jagiellońskim, później – aż do emerytury w 1951 – na Uniwersytecie w Poznaniu. Zmarł nagle 11 sierpnia 1957 w Zakopanem. Został pochowany w alei zasłużonych na cmentarzu Rakowickim w Krakowie (kwatera LXVII-płn 2-8).

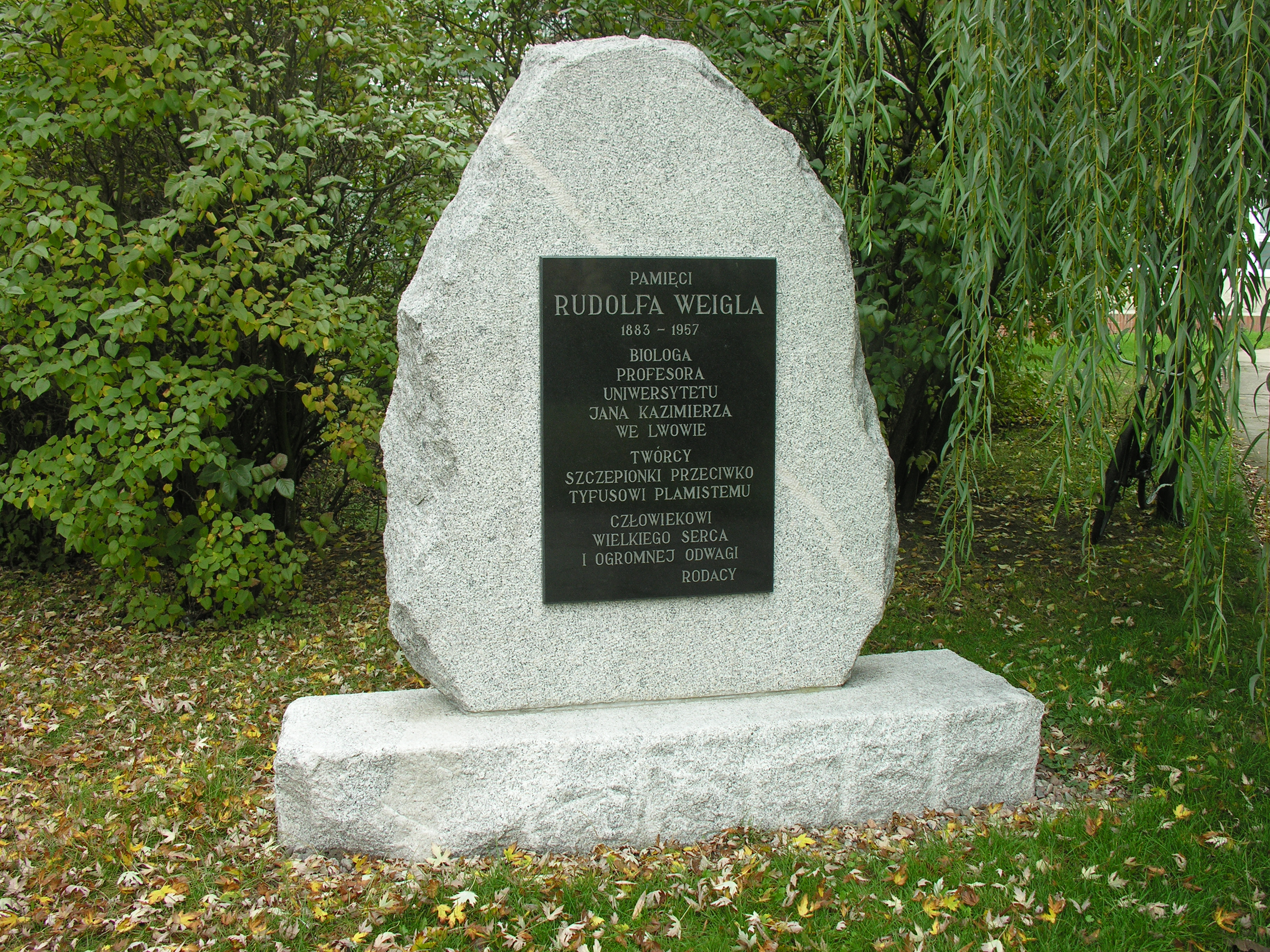
Pomnik Rudolfa Weigla we Wrocławiu

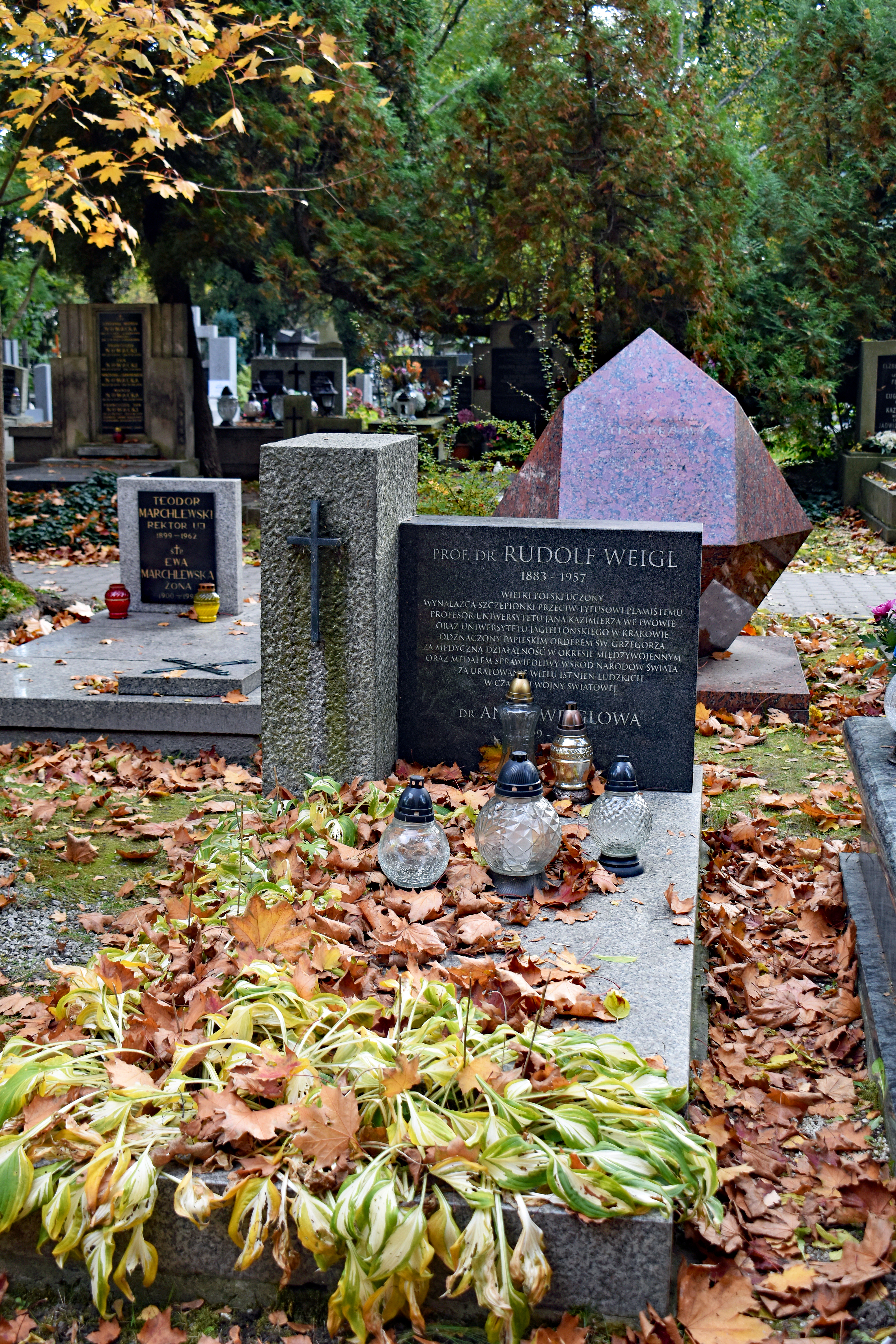
Grób Rudolfa Weigla na cmentarzu Rakowickim

Był zwalczany przez władze komunistyczne, które udaremniły przyznanie mu w 1948 Nagrody Nobla, do której był zgłoszony przez Akademię Szwedzką i był fałszywie oskarżany przez niektórych swoich współpracowników o kolaborację z Niemcami.

## Życie prywatne
Jego żoną od 1921 była Zofia z domu Kulikowska, z którą miał syna Wiktora (jedną z jego dwóch córek jest psycholog Krystyna Weigl-Albert). Rodzina zamieszkiwała w kamienicy rodziny Kulikowskich przy ulicy Wagilewicza 4 we Lwowie, a w połowie lat 30. zamieszkali na pierwszym piętrze wynajętej willi przy ulicy Ponińskiego 31. Zofia Weigl, podobnie jak inni członkowie jego rodziny, została jedną z pierwszych karmicielek wszy w zakładzie profesora. W 1939 wraz z profesorem do Abisynii wyjechała jego asystentka Anna Herzig (1899–1959), która później została jego drugą żoną.
Życiowymi pasjami Weigla były łucznictwo (nie startował w zawodach sportowych, ale osiągał wyniki na poziomie czołówki mistrzostw świata, trenując w każdej wolnej chwili na strzelnicy urządzonej w obiektach laboratorium we Lwowie), wędkarstwo oraz myślistwo które uprawiał z zamiłowaniem od wczesnej młodości do sierpnia 1939, z biegiem czasu w towarzystwie swojego syna, Wiktora.

## Ordery i odznaczenia
- Krzyż Komandorski z Gwiazdą Orderu Odrodzenia Polski (pośmiertnie)
- Krzyż Komandorski Orderu Odrodzenia Polski (8 listopada 1930)[24]
- Order Leopolda (Belgia)
- Order Świętego Grzegorza Wielkiego (Stolica Apostolska)

## Upamiętnienie
W 2003 został pośmiertnie odznaczony przez izraelski instytut Jad Waszem medalem Sprawiedliwy wśród Narodów Świata.
Jego imię nosi ulica we Wrocławiu (przy której mieści się Szpital Wojskowy oraz Instytut Immunologii i Terapii Doświadczalnej PAN) i w Poznaniu (w kierunku Collegium Stomatologicum pomiędzy dwoma budynkami Uniwersytetu Medycznego im. Karola Marcinkowskiego w Poznaniu: Centrum Biologii Medycznej i Centrum Kongresowo-Dydaktycznym), a także szpital w Blachowni koło Częstochowy. W 1982 jego imieniem nazwano jedną z ulic na osiedlu Górka Klasztorna w Jaśle.
Pamiątki po profesorze Weiglu (weiglana), prace naukowe, artykuły, fotografie oraz szereg przedmiotów z wyposażenia laboratorium zostały przekazane przez jego przyjaciół (w tym prof. Stefana Kryńskiego) do Muzeum Narodowego Ziemi Przemyskiej w Przemyślu.
Podczas obchodów jubileuszu 100-lecia istnienia gimnazjum w Jaśle 21 czerwca 1968 w gmachu szkoły została odsłonięta tablica upamiętniająca wychowanka tej placówki, Rudolfa Weigla.
8 grudnia 2005 został ustawiony we Wrocławiu przy ulicy jego imienia, pomnik – kamienny obelisk z płytą pamiątkową, honorujący prof. Rudolfa Weigla.
W 2011 Poczta Polska wyemitowała zaprojektowany przez Janusza Wysockiego upamiętniający Rudolfa Weigla znaczek pocztowy o nominale 3 złotych i nakładzie 400 tys. sztuk należący do serii „Polacy na świecie”.
2 września 2021 został upamiętniony w Google Doodle w 138 rocznicę urodzin.
W 2023 w Przerowie, miejscu urodzenia, odsłonięto tablicę Rudofa Weigla.
W 2023 opublikowano film biograficzny Weigl. Zwyciężyć tyfus w reżyserii Marcina Głowackiego.

## Literatura
- Ryszard Wójcik: Kapryśna gwiazda Rudolfa Weigla: Wydawnictwo Uniwersytetu Gdańskiego: Gdańsk 2015 : ISBN 978-83-7865-308-0.
- Kilka dat z życia prof. dr. Rudolfa Weigla. „Gazeta Lwowska”, s. 1, nr 14 z 20 stycznia 1937.